# Oskar Wegrostek

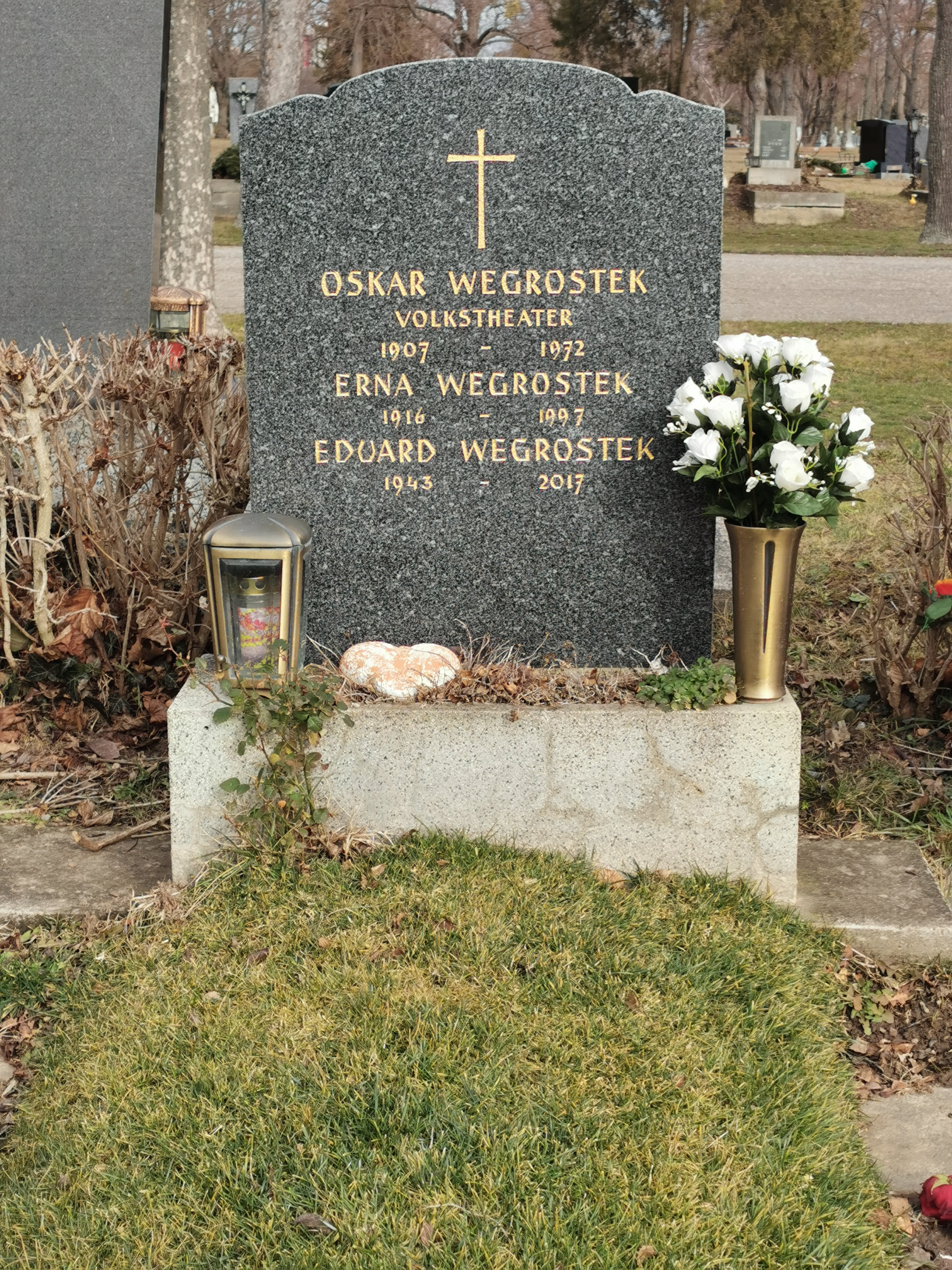
Grabstätte

Oskar Wegrostek (* 6. Oktober 1907 in Wien; † 11. Juni 1972 ebenda) war ein österreichischer Schauspieler.

## Leben
Er besuchte die Realschule, die er mit der Matura abschloss. 1930/31 erhielt er privaten Schauspielunterricht von Fritz Blum und Rudolf Beer. Seine Bühnenlaufbahn begann 1931 am Deutschen Volkstheater in Wien, dem Theater, dem er bis zu seinem Lebensende treu blieb.
1934 bis 1938 wirkte er an der Kleinkunstbühne „Literatur am Naschmarkt“. Er war Mitbegründer der Kleinkunstbühne „Brettl am Alsergrund“ und arbeitete 1939 ein Jahr als Kabarettist am „Wiener Werkel“.
1940 kehrte er an das Volkstheater zurück, er spielte daneben auch am Raimundtheater, Stadttheater Wien, an den Wiener Kammerspielen und an der Renaissancebühne. Weitere Auftritte führten ihn an das Schauspielhaus Graz und an das Stadttheater Klagenfurt. Wegrostek agierte vor allem in Stücken des Altwiener Volkstheaters Johann Nestroys und Volksstücken, seltener in Werken des klassischen Theaters.
1939 holte ihn die Wien-Film vor die Kamera, und es waren auch häufig Wiener Filme, in denen Wegrostek, oft an der Seite von Hans Moser und Paul Hörbiger, als Neben- und Kleindarsteller mitwirkte. Er setzte seine künstlerische Laufbahn beim Film bis zuletzt fort, gab Gastspiele an Theatern wie dem Theater in der Josefstadt und war für die Rundfunksender Avag und Rot-Weiß-Rot tätig. Wegrostek ist auf dem Wiener Zentralfriedhof in einem ehrenhalber gewidmeten Grab (Gruppe 40, Nummer 31) beerdigt.

## Filmografie
- 1939: Unsterblicher Walzer
- 1939: Frau im Strom
- 1939: Leinen aus Irland
- 1939: Ein Bombengeschäft (Kurzfilm)
- 1940: Der Postmeister
- 1940: Donauschiffer
- 1940: Krambambuli
- 1940: Der liebe Augustin
- 1940: Sieben Jahre Pech
- 1940: Operette
- 1943: Späte Liebe
- 1943: Reisebekanntschaft
- 1943/47: Am Ende der Welt
- 1944: Schrammeln
- 1944: Die goldene Fessel
- 1944: Am Vorabend
- 1949: Vagabunden
- 1950: Kind der Donau
- 1950: Großstadtnacht
- 1950: Cordula
- 1951: Wien tanzt
- 1952: Nicht die Zeit für Blumen (No Time for Flowers)
- 1953: Pünktchen und Anton
- 1954: Wiener Herzen (Der Komödiant von Wien)
- 1954: Hochstaplerin der Liebe
- 1954: Wie die Jungen sungen
- 1955: An der schönen blauen Donau
- 1955: Mozart
- 1956: Flight from Vienna
- 1956: Bademeister Spargel
- 1956: K. u. K. Feldmarschall
- 1957: Und so was will erwachsen sein (Die Winzerin von Langenlois)
- 1957: Das Abgründige in Herrn Gerstenberg (Fernsehfilm)
- 1957: Dort in der Wachau
- 1957: Mit Rosen fängt die Liebe an
- 1957: Der verschwundene Graf (Fernsehfilm)
- 1957: Sissi – Schicksalsjahre einer Kaiserin
- 1957: Der Kaiser und das Wäschermädel
- 1958: Eva küßt nur Direktoren
- 1958: Adams Garten (Fernsehfilm)
- 1958: Nackt wie Gott sie schuf
- 1958: Der Page vom Palast-Hotel
- 1959: Die Halbzarte
- 1960: Der jüngste Tag (Fernsehfilm)
- 1961: Geheime Wege (The Secret Ways)
- 1961: Nachsaison (Fernsehfilm)
- 1962: Der Hochzeitsgast (Fernsehfilm)
- 1962: Frau Suitner (Fernsehfilm)
- 1962: Lumpazivagabundus (Fernsehfilm)
- 1962: Stützen der Gesellschaft (Fernsehfilm)
- 1962: Romanze in Venedig
- 1963: Eine Wohnung ist zu vermieten in der Stadt (Fernsehfilm)
- 1963: Die wahre Geschichte vom geschändeten und wiederhergestellten Kreuz (Fernsehfilm)
- 1963: Kasermandl (Fernsehfilm)
- 1964: Schwejks Flegeljahre
- 1964: Häuptling Abendwind oder Das greuliche Festmahl (Fernsehfilm)
- 1964: Das verwunschene Schloss (Fernsehfilm)
- 1964: Hilfe, meine Braut klaut
- 1964: Happy-End am Wörthersee (Happy-End am Attersee)
- 1965: Brave Leut' vom Grund (Fernsehfilm)
- 1965: Zwei glückliche Tage (Fernsehfilm)
- 1965: Dornröschen (Fernsehfilm)
- 1965: Leinen aus Irland (Fernsehfilm)
- 1965: Die letzten Tage der Menschheit (Fernsehfilm)
- 1965: Das ist mein Wien
- 1965–1970: Donaugeschichten (Fernsehserie, 15 Folge)
- 1967: Fiesko, der Salamikramer (Fernsehfilm)
- 1968: Oberinspektor Marek – An einem einzigen Tag (Fernsehfilm)
- 1969: Glaube, Liebe, Hoffnung (Fernsehfilm)
- 1969: Peripherie (Fernsehfilm)
- 1969: Der Gerechte (Fernsehfilm)
- 1969: Die Enthüllung (Fernsehfilm)
- 1969: Die Geschichte der 1002. Nacht (Fernsehfilm)
- 1970: G'schichten aus Wien (Fernsehfilm)
- 1971: Der Kurier der Kaiserin (Fernsehserie, 1 Folge)
- 1971: Der junge Baron Neuhaus (Fernsehfilm)
- 1971: Gebissen wird nur nachts – das Happening der Vampire
- 1971: Wenn der Vater mit dem Sohne (Fernsehserie, 2 Folge)
- 1971: Tatort: Mordverdacht (Fernsehfilm)
- 1971: Hochzeit (Fernsehfilm)